# Negrileasa, Suceava
Negrileasa (germană Negrilassa) este un sat în comuna Stulpicani din județul Suceava, Bucovina, România. Se află pe Valea Negrilesei.

## Recensământul din 1930
Componența etnică a satului Negrileasa
     Români (77,8%)
     Evrei (1,4%)
     Germani (19,3%)
     Altă etnie (1,5%)
Componența confesională a satului Negrileasa
     Ortodocși (79,25%)
     Mozaici (1,4%)
     Romano-catolici (19,35%)
Conform recensământului efectuat în 1930, populația satului Negrileasa se ridica la 950 locuitori. Majoritatea locuitorilor erau români (77,8%), cu o minoritate de evrei (1,4%) și una de germani (19,3%). Alte persoane s-au declarat ruteni (1 persoană) și polonezi (1 persoană). Din punct de vedere confesional, majoritatea locuitorilor erau ortodocși (79,25%), dar existau și mozaici (1,4%) și romano-catolici (19,35%).

 Acest articol despre o localitate din județul Suceava este deocamdată un ciot. Puteți ajuta Wikipedia prin completarea lui.